# Phyllospadix serrulatus
Phyllospadix serrulatus là một loài thực vật có hoa trong họ Zosteraceae. Loài này được Rupr. ex Asch. miêu tả khoa học đầu tiên năm 1868.